# Erling Christophersen
Pour les articles homonymes, voir Christophersen.
Erling Christophersen, né le 17 avril 1898 à Christiana et mort le 9 novembre 1994 à Oslo, est un botaniste, bryologiste et ptéridologiste norvégien qui fut élu académicien en 1944.

## Biographie
Erling Christophersen est le fils du consul général Mads Wiel Christophersen (1871-1955) et de son épouse, née Christine Schweigaard (1876-1953) et le petit-fils du magnat des affaires Christian Christophersen (1840-1900) et de l'ancien Premier ministre (1884) Christian Schweigaard (1838-1899). Il a deux sœurs cadettes, Agnes (1899) et Thea (1903).
À la fin de ses études secondaires à la Frogner Hoiere Almenskole, il obtient son examen artium en 1916, puis sert dans l'armée norvégienne en 1917 et 1918. Il poursuit ses études à l'université de Christiana de 1918 à 1921. Ensuite, il continue ses études à l'université Yale aux États-Unis. Il obtient son doctorat de troisième cycle en 1924 grâce à une thèse portant sur les réactions acides du sol en relation avec la distribution végétale du parc national de Sylene en Norvège. Il participe en 1924 à la cinquième expédition Tanager jusqu'à Hawaï commandée par le United States Fish and Wildlife Service. Il épouse Doris Bull (1899-1993) à l'église de Frogner d'Oslo, le 22 décembre 1925. Il est professeur de botanique à l'université d'Hawaï entre 1929 et 1932, tout en étant botaniste au Bernice P. Bishop Museum d'Honolulu, puis il retourne en Norvège pour diriger le musée botanique d'Oslo de 1933 à 1947. Il fait partie de l'expédition scientifique norvégienne jusqu'à Tristan da Cunha en 1937-1938, où il découvre une espèce nouvelle, Lophurella christopherseni.
Erling Christophersen est nommé attaché culturel à l'ambassade de Norvège à Washington de 1947 à  1951 et conseiller culturel de 1962 à 1964. Entre-temps, il dirige le bureau des relations culturelles avec les pays étrangers au ministère des Affaires étrangères de 1951 à 1961 et de 1965 à 1968. Il soutient la fondation de diverses associations d'échanges culturels et scientifiques. Entre 1947 et 1949, il est président de l'université d'été américaine à l'université d'Oslo.

## Distinctions
- Erling Christophersen était membre de l'Association norvégienne de botanique et président de 1941 à 1945. Il publie dans la revue scientifique de l'association: Blyttia.
- Il est élu membre de l'Académie norvégienne des sciences et des lettres en 1944.
- Il est fait chevalier de l'ordre de Saint-Olaf en 1961, chevalier de la Légion d'honneur et commandeur de l'ordre de la Couronne (Belgique).
- Il était également membre de la Royal Geographical Society et de l'American Geographical Society et membre d'honneur de l'Association Norvège-Amérique.

## Quelques publications
- Soil reaction and plant distribution in the Sylene National Park, Yale University, Trans. Conn. Acad. Sci. p. 471–577, 1925
- En collaboration avec Edward L. Caum, Vascular plants of the Leeward Islands, Hawaii, in: Vegetation of Pacific equatorial islands, Bernice P. Bishop Museum Bulletin no 81; Tanager Expedition Publication no 7. Honolulu, Hawaï: Bishop Museum Press, 1931
- Vascular plants of Johnston and Wake Islands, ibid., 1931
- Plants of Gough Islands, ibid., 1934
- Flowering plants of Samoa, ibid., 1935
- Blomster fra fjord og fjell, A. W. Brøggers, Oslo, 1937
- Tristan da Cunha, den ensomme øy, Aschehoug, Oslo, 1938
- Norske medisinplanter, Aschehoug, Oslo, 1943
- Norske villblomster, Aschehoug, Oslo, 1945

## Hommages
- (Asteraceae) Lipochaeta christophersenii H.St.John[2]
- (Dryopteridaceae) Dryopteris christophersenii C.Chr.[3]
- (Ebenaceae) Diospyros christophersenii Fosberg[4]
- (Elaeocarpaceae) Elaeocarpus christophersenii A.C.Sm.[5]
- (Euphorbiaceae) Glochidion christophersenii Croizat[6]
- (Euphorbiaceae) Phyllanthus christophersenii (Croizat) W.L.Wagner & Lorence[7]
- (Gesneriaceae) Cyrtandra christophersenii H.St.John & Storey[8]
- (Grammitidaceae Grammitis christophersenii Copel.[9]
- (Grammitidaceae) Oreogrammitis christophersenii (Copel.) Parris[10]
- (Lomariopsidaceae) Elaphoglossum christophersenii Krajina[11]
- (Myrtaceae) Syzygium christophersenii Whistler[12]
- (Oleandraceae) Oleandra christophersenii C.Chr[13].
- (Orchidaceae) Bulbophyllum christophersenii L.O.Williams[14]
- (Pandanaceae) Pandanus christophersenii H.St.John[15]
- (Piperaceae) Peperomia christophersenii Yunck.[16]
- (Poaceae) Deschampsia christophersenii C.E.Hubb.[17]
- (Rubiaceae) Psychotria christophersenii Whistler[18]
- (Rutaceae) Melicope christophersenii (St.John) T.G.Hartley & B.C.Stone[19]
- (Rutaceae) Pelea christophersenii H.St.John[20]
- (Thymelaeaceae) Daphne christophersenii Halda[21]